# Saint-Remimont, Vosges
Saint-Remimont là một xã thuộc tỉnh Vosges trong vùng Grand Est miền đông bắc nước Pháp.